# Comuna Radovanu, Călărași
Radovanu este o comună în județul Călărași, Muntenia, România, formată din satele Radovanu (reședința) și Valea Popii.

## Așezare
Comuna se află în sud-vestul județului, pe malul drept al Argeșului. Este traversată de șoseaua județeană DJ411, care o leagă spre sud de Chirnogi (unde se termină în DN41) și spre vest de Crivăț și mai departe în județul Giurgiu de Hotarele, Isvoarele, Gostinari, Comana, Călugăreni (unde se intersectează cu DN5), Singureni, Iepurești și Clejani (unde se termină în DN61). Din acest drum, la Radovanu se ramifică șoseaua județeană DJ403, care duce spre nord-est la Șoldanu (unde se intersectează cu DN4), Luica și Mânăstirea (unde se termină în DN31).

## Demografie
Componența etnică a comunei Radovanu
     Români (92,53%)
     Romi (1,38%)
     Alte etnii (6,09%)
Componența confesională a comunei Radovanu
     Ortodocși (88,36%)
     Adventiști (4,57%)
     Alte religii (0,73%)
     Necunoscută (6,33%)
Conform recensământului efectuat în 2021, populația comunei Radovanu se ridică la 3.695 de locuitori, în scădere față de recensământul anterior din 2011, când fuseseră înregistrați 4.394 de locuitori. Majoritatea locuitorilor sunt români (92,53%), cu o minoritate de romi (1,38%). Din punct de vedere confesional, majoritatea locuitorilor sunt ortodocși (88,36%), cu o minoritate de adventiști (4,57%), iar pentru 6,33% nu se cunoaște apartenența confesională.

## Politică și administrație
Comuna Radovanu este administrată de un primar și un consiliu local compus din 13 consilieri. Primarul, Vasilica Dobrescu[*], de la Partidul Național Liberal, este în funcție din 2008. Începând cu alegerile locale din 2024, consiliul local are următoarea componență pe partide politice:
|  | Partid                          | Consilieri | Componența Consiliului | Componența Consiliului | Componența Consiliului | Componența Consiliului | Componența Consiliului | Componența Consiliului | Componența Consiliului |
|  | ------------------------------- | ---------- | ---------------------- | ---------------------- | ---------------------- | ---------------------- | ---------------------- | ---------------------- | ---------------------- |
|  | Partidul Național Liberal       | 7          |                        |                        |                        |                        |                        |                        |                        |
|  | Alianța pentru Unirea Românilor | 4          |                        |                        |                        |                        |                        |                        |                        |
|  | Partidul Social Democrat        | 2          |                        |                        |                        |                        |                        |                        |                        |

## Istorie
La sfârșitul secolului al XIX-lea, comuna făcea parte din plasa Oltenița a județului Ilfov și era formată doar din satul de reședință, având 4600 de locuitori, care locuiau în 770 de case și 9 bordeie. În comună funcționau o biserică (aflată lângă ruinele fostului palat Ghica) și o școală mixtă cu 197 de elevi (dintre care 24 de fete), iar cel mai mare proprietar de pământuri era societatea „Dacia”. Anuarul Socec din 1925 consemnează comuna în plasa Budești a aceluiași județ, cu alcătuirea actuală (satele Radovanu și Valea Popii), având în total 5098 de locuitori.
În 1950, comuna a fost inclusă în raionul Oltenița al regiunii București, iar în 1968 a revenit la județul Ilfov, reînființat. În 1981, o reorganizare administrativă regională a dus la transferarea comunei la județul Călărași.

## Monumente istorice
Opt obiective din comuna Radovanu sunt incluse în lista monumentelor istorice din județul Călărași ca monumente de interes local. Șase dintre ele sunt situri arheologice: situl de la Valea Coadelor, cuprinzând o așezare medievală și una din secolele al VIII-lea–al IX-lea; așezarea de la „Muscalu” din neolitic, atribuită culturii Boian (faza Spanțov) și culturii Gumelnița (faza A1); gorgana întâia de la „Grădiște” și de la „Frații Dincă”, datând din secolele al II-lea–I î.e.n.; situl de la „Coada Malului”, cuprinzând o așezare și o necropolă din perioada Latène; așezarea fortificată de la „Jidovescu”, datând tot din perioada Latène (toate acestea în zona satului Radovanu); și situl de la Valea Popii, cuprinzând o așezare din secolele al II-lea–I î.e.n. și o necropolă din perioada Latène.
Celelalte două obiective sunt clasificate ca monumente de arhitectură: ruinele palatului Ghica din secolul al XVIII-lea, aflat în partea de sud a satului Radovanu; și ruinele bisericii „Adormirea Maicii Domnului” (ridicată în 1754) și aflată în cimitirul aceluiași sat.

## Personalități născute aici
- Vali Irina Ciobanu (n. 1976), artist plastic.